# Saad el-Shazly
Saad El Shazly(سعد الشاذلي født i 1922 i byen Basyoun – 10. februar 2011  – Al Gharbiyah – مدينة بسيون – محافظة الغربية) var den ægyptiske stabschef under Yom Kippur krigen. Efter hans offentlige kritik af Camp David-aftalen, blev han fjernet fra sin post som ambassadør i Portugal og blev sendt i eksil i Algeriet.

## Militær karriere
Han grundlagde de ægyptiske faldskærmstropper i 1954 og leder af den første faldskærmsbataljon i den ægyptiske hær. I 1960 ledede de første Forenede arabiske styrker i Congo som en del af FN's styrker. Han blev forsvarsattaché i London 1961-1963, leder af specialstyrkerne 1967-1969, kommandant over Røde Hav-distriktet 1970-1971 og den 16. maj 1971 blev han udpeget til chef for generalstaben for de ægyptiske væbnede styrker, en post han beklædte indtil 13. december 1973.
Shazly blev først kendt i 1941. Britiske styrker stod sammen med ægyptiske styrker overfor tyskerne i den vestlige ørken. Da den britiske overkommando gav ordre om tilbagetrækning, blev en ung løjtnant Shazly tilbage for at ødelægge udstyr overfor en fremrykkende tysk hær.
Han udmærkede sig igen i 1967, hvor han ledede Shazly gruppen, en styrke bestående af specialstyrker, der skulle bevogte den mellemste del af Sinai. Om natten den 5. juni, da forbindelsen mellem ham og den ægyptiske overkommando blev afskåret, besluttede han at manøvrere sine styrker, som var placeret 20 km fra den israelske grænse over grænsen til Israel og ind i selve Israel. Shazly placerede sine styrker 5 km øst for grænsen i Negev ørkene, i et område, som var omringet af bjerge, som som gav hans lille styrke på 1.500 mand og en bataljon med 30 kampvogne beskyttelse fra det israelske luftvåben, som havde fuldt herredømme i luften. Mellem den 6. og 7. juni forekom der mindre ildkampe på lang afstand mellem Shazlys tropper og israelske styrker. Indtil videre havde han lidt minimale tab. Det lykkedes for Shazly at få forbindelse med hovedkvarteret i Kairo om eftermiddagen den 7. juni (hovedkvarteret i Sinai var blevet trukket tilbage) og han fik ordre om at trække sig tilbage.
Det var først da, at han blev klar over at næsten alle andre ægyptiske styrker var blevet trukket tilbage fra Sinai. Da han var opmærksom på israelernes herredømme i luften, indledte han sin tilbagetrækning i skumringen. Om natten var der fuldmåne, og det hjalp tilbagetrækningen, da hans køretøjer ikke anvendte deres frontlygter, for ikke at blive opdaget af israelske styrker. Styrken rykkede 100 km vest på i løbet af natten. Ved daggry den 8. juni gennemførte israelske fly et angreb på gruppen, hvor de fortrinsvis beskød kampvogne og køretøjer. Det var under dette angreb, at Shazlys styrker led næste alle deres tab. De havde ingen anti-luftskyts til beskyttelse, bortset fra nogle lette maskingeværer. Det lykkedes gruppen at komme ind i Khatmiya passet, hvorefter de israelske luftangreb ophørte. Under dets march til Ismailia passerede gruppen udbrændte kampvogne og køretøjer, som var blevet ramt af israelske fly, langs vejen som de ægyptiske tropper havde brugt ved tilbagetrækningen. Det lykkedes gruppen at samle et antal soldater op langs vejen, hvoraf nogle var sårede. Inden solnedgang den 8. juni krydsede Shazlys styrker Suezkanalen ved Ismailia, som den sidste ægyptiske enhed. I alt havde enheden mistet omkring 15 % af sin styrke, selv om det skyldtes at andre underenheder havde haft langt større tab, især kampvognsbataljonen, som havde tabt 80 % af sine kampvogne. Hovedparten af disse tab skyldtes israelske luftangreb den 8. juni. Han blev med sin enhed på vestsiden af kanalen indtil den 11. juni, med ordrer om at forsvare mod en israelsk overskridelse af kanalen i hans sektor.
Den 12. juni blev Shazly udpeget til en post, som Ægyptens specialstyrker (Al-Sa'iqa) og faldskærmsstyrker var underlagt. Denne blandede styrker af specialstyrker og faldskærmsstyrker gennemførte en stor del af aktionerne under Udmattelseskrigen, ca. 80% af angrebene, bagholdene og sabotagehandlingerne, som den ægyptiske hær gennemførte i Sinai. Det var et kompagni kommandosoldater (30 mand) for forsvarede Port Fouad mod israelske styrker i efterdønningerne af Seksdageskrigen. Som følge heraf var Port Fouad og omegn den eneste del af Sinai, som forblev på ægyptiske hænder.
Derpå blev Shazly kommandant over Røde Havs-sektoren fra 1970 til 1971, efter Operation Rooster 53. Røde Havs-sektoren udgjorde næsten 200.000 km³ (en femtedel af Ægypten). Shazly stod overfor opgaven med at forsvare mod fjendens luftbårne kommandooperationer, der blev gennemført om natten; men han havde under 20.000 tropper til rådighed til at bevogte hele området. I stedet for at sprede dem ud over området, og dermed gøre dem sårbare overfor fjenden, valgte han at koncentrere dem på bestemte steder: Safaga, Hurghada, Ras Ghareb, Al-Quseir og Za'farana. Områderne omkring og mellem disse koncentrationsområder var uden militære mål af betygning, og blev efterladt åbne for fjenden. Shazly byggede også observationsposter ved kysterne, som var bemandet med fem letbevæbnede soldater, der havde til opgave at rapportere om fjendtlig afktivitet i luften. To timer før solnedgang forlod disse grupper deres poster og flyttede til et andet sted for at undgå fjendtlige angreb, og vendte så tilbage næste morgen.
Som stabschef for den ægyptiske hær i perioden op til Yom Kippur krigen var han ansvarlig for det vellykkede gennembrud af Bar-Lev-linjen og overgangen over Suezkanalen. Han var en bitter modstander af fremrykning ud over rækkevidden af anti-luftskyts forsvaret på 8. dagen af krigen. Denne fremrykning førte til tabet af ca. 250 ægyptiske kampvogne. I den sidste ende ødelagde det Shazlys forhold til præsident Anwar Sadat og bragte hans militære karriere til sin afslutning.
Den 19. oktober 1973, efter at den israelske hær havde krydset Suezkanalen ind i Ægypten. sendte Sadat Shazly til fronten for at vurdere situationen. I sin selvbiografi hævdede Sadat, at da han besøgte kommandohovedkvarteret med general Ismail, fandt han Shazly kollapset. Sadat benyttede ordene: "nervøst vrag". Shazly sagde at katastrofen var kommet og at Ægypten måtte rømme Sinai. Sadat afskedigede straks Shazli og udpegede El Gamasy af frygt for panik i overkommandoen (Afskedigelsen blev ikke offentliggjort). Saad El Shazly har benægtet Sadats påstande, og hævdet, at han aldrig foreslog en tilbagetrækning af alle styrker fra Sinai, men blot foreslog tilbagetrækning af fire pansrede brigader. En anden kilde omtaler også, at Shazly kun foreslog tilbagetrækning af fire pansrede brigader, og omtaler ikke at han blev fjernet fra posten som stabschef. Abdel Ghani El Gamasy, som Sadat hævder blev udpeget til stabschef, understøtter Shazlys påstand om at han kun foreslog tilbagetrækning af fire brigader og han afvisert Sadats påstand om at Shazly var et nervøst vrag. El Gamasy nævner heller ikke, at han blev udpeget til stabschef, eller at Shazly blev fjernet fra sin post. Det er værd at notere sig, at Sadat først omtalte hændelsen efter at Shazly var blevet hans politiske modstander.

## Fjernelse fra militæret
I 1973, på toppen af sin militære løbebane, blev general Shazly fjernet fra militæret af præsident Anwar Sadat og udpeget til ambassadør i Storbritannien og senere Portugal.
I 1978 kritiserede general Shazly skarpt Camp David-aftalen og gik offentligt imod den. Som følge heraf blev han afskediget fra sin post og tvunget i eksil. Der skrev han sin bog, en beretning om krigen, hvorfor han blev stillet for en militærdomstol in absentia og uden juridisk repræsentation. Han blev dømt til tre års fængsel. Anklagen gik på at han skrev denne bog uden først at få tilladelse fra den ægyptiske forsvarsminister, hvilket han indrømmede overfor pressen. En anden anklage om at have afsløret militære hemmeligheder i bogen, afviser han kraftigt.
I 1992 vendte han tilbage til Ægypten, hvor han blev arresteret og afsonede sin fængselsdom.

## Eksterne kilder
- http://www.el-shazly.com/